# Kathy Hilton

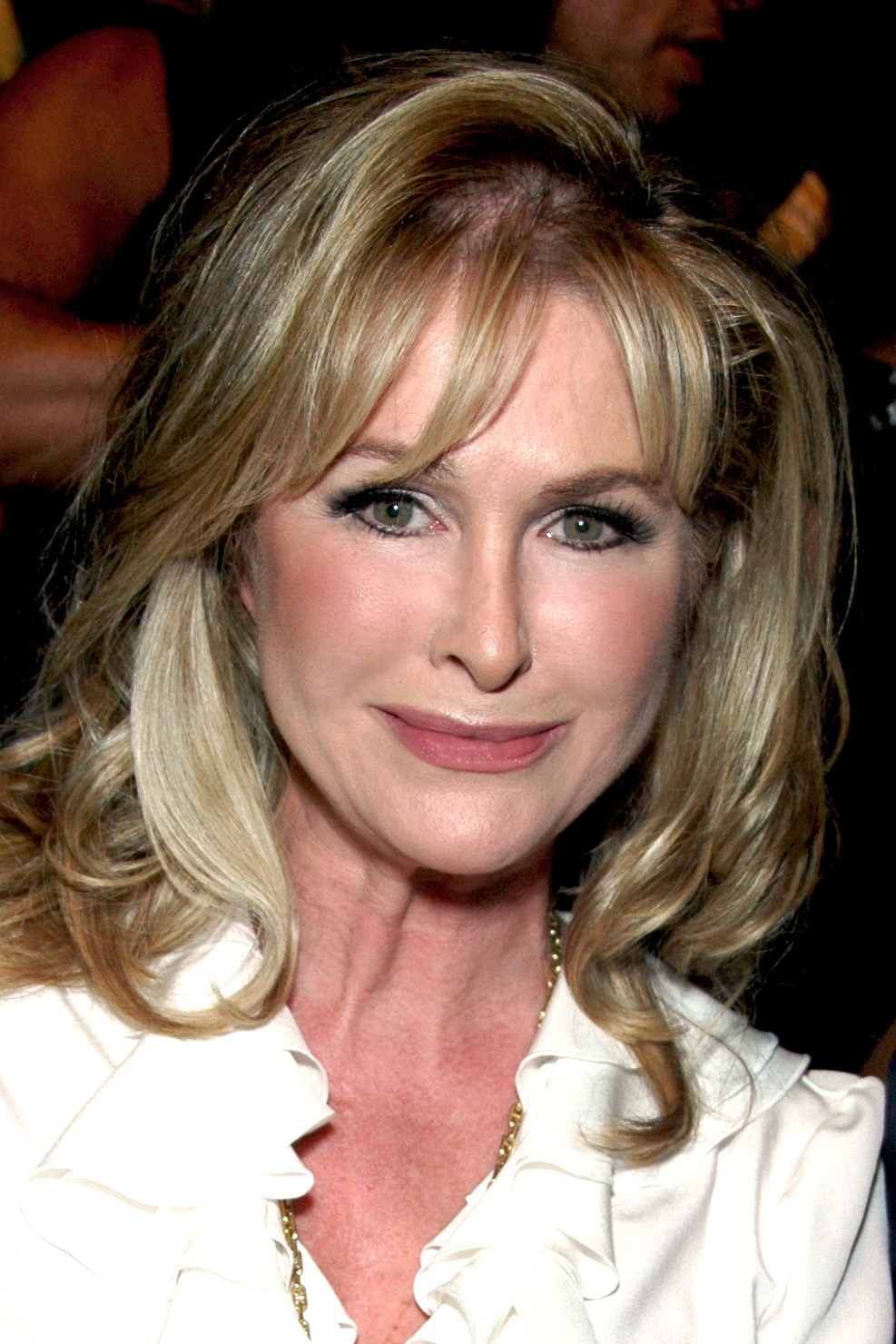
Kathy Hilton (2008)

Kathleen „Kathy“ Elizabeth Hilton (* 13. März 1959 in Whittier, Kalifornien als Kathleen Elizabeth Avanzino) ist eine US-amerikanische Schauspielerin. Sie ist mit dem Hotelerben Richard Hilton verheiratet und die Mutter von Paris und Nicky Hilton.

## Leben
Sie wurde als Tochter des Italoamerikaners Larry Avanzino und Sharon Kathleen Dugan, einer deutsch-ungarischen Amerikanerin (1941–2003) geboren. Ihre Eltern ließen sich später scheiden und ihre Mutter heiratete Ken Richards (1938–1998). Ihre Halbschwestern mütterlicherseits sind die Schauspielerinnen Kim Richards (* 19. September 1964) und Kyle Richards (* 11. Januar 1969). Außerdem hat sie zwei Halbbrüder und vier Halbschwestern aus einer späteren Ehe ihres Vaters.
Am 24. November 1979 heiratete sie Richard Hilton, mit dem sie vier Kinder hat: Paris (* 17. Februar 1981), Nicky (* 5. Oktober 1983), Barron Nicholas (* 7. November 1989) und Conrad Hughes Hilton (* 3. März 1994). Ihre Töchter Paris und Nicky tauchen immer wieder in den Klatschspalten und der Regenbogenpresse auf. Kathys Ehemann Richard erwirtschaftete als Immobilien-Projektentwickler ein großes Privatvermögen, was dadurch begünstigt wurde, dass er von dem 1-Milliarde-US-Dollar-Anteil seines Vaters an den Hilton Hotels 125 Millionen US-Dollar geerbt hatte. 2005 zogen Kathy, Richard und die beiden jüngeren Söhne in eine in den dreißiger Jahren erbaute 10 Millionen US-Dollar teure Villa im Stadtviertel Bel Air, das im Westen von Los Angeles liegt. Die Familie verfügt außerdem über eine 6,3 Millionen US-Dollar teure Behausung in den Hamptons in der Nähe von Long Island im Staat New York.

## Film- und Fernsehkarriere
Kathy Richards hatte eine kleine Rolle in dem Kinofilm The Dark, einem Science-Fiction-Horrorfilm von 1979 mit William Devane, Cathy Lee Crosby, Richard Jaeckel und Keenan Wynn. Sie hatte Gastrollen in den Fernsehserien Lieber Onkel Bill (Family Affair), Happy Days und Detektiv Rockford – Anruf genügt (The Rockford Files).
Nach der nun lange zurückliegenden Anfangszeit ihrer Schauspielkarriere hat sie seit einiger Zeit immer wieder Gastauftritte, in denen sie sich selbst spielt und unter dem Namen Kathy Hilton auftritt.
2002 begann sie, Merchandisingartikel über den Kabelfernsehsender QVC, einen Home Shopping Sender, zu verkaufen. Im Juni 2005 bekam sie ihre eigene Reality Show, die unter dem Titel I Want To Be a Hilton bis August 2005 auf NBC lief.